# Lasco Lascoter
Il Lasco Lascoter era un monomotore di linea ad ala alta realizzato in un unico esemplare dall'azienda australiana Larkin Aircraft Supply Company (Lasco) nei tardi anni venti.
Il Lascoter detiene il primato di essere il primo velivolo progettato e costruito in Australia ad ottenere lo standard airworthiness certificate (certificato di aeronavigabilità standard).

## Storia del progetto
Lo sviluppo del Lascoter ebbe inizio nel giugno 1928, in concomitanza con quello del Lascondor, per ottimizzare le risorse nella realizzazione dei due modelli che condividevano il 90% delle parti strutturali. Come il Lascondor, il Lascoter era caratterizzato da una configurazione alare monoplana ad ala alta, una struttura tubolare metallica, un carrello d'atterraggio biciclo anteriore fisso con ruotino d'appoggio in coda e cabina completamente chiusa per il pilota ed i passeggeri.
La differenza principale tra i due modelli era nella motorizzazione, nel Lascoter affidata ad un singolo Armstrong Siddeley Puma a sei cilindri in linea raffreddato a liquido posizionato all'estremità anteriore della fusoliera mentre il Lascondor adottava tre motori radiali Armstrong Siddeley Mongoose.
Il Lascoter, immatricolato VH-UKT, venne portato in volo per la prima volta il 25 maggio 1929 e, pur rimanendo danneggiato in un incidente in fase di atterraggio, riuscì ad ottenere il certificato di aeronavigabilità il successivo 22 luglio.

## Impiego operativo
Il Lascoter venne impiegato come aereo di linea e postale dalla compagnia aerea Australian Aerial Services, sempre di proprietà di Herbert Joseph Larkin, per effettuare un servizio di posta aerea tra Camooweal, nel Queensland, e Daly Waters, nel Territorio del Nord.
Il Lascoter venne utilizzato dalla Australian Aerial Services e, dopo il suo fallimento, dai suoi successori fino ad essere definitivamente messo a terra nel 1938. L'unico esemplare costruito venne demolito durante il periodo della seconda guerra mondiale

## Utilizzatori
Australia
- Australian Aerial Services
- New England Airways